# 咖啡伴侶
咖啡伴侶（英文：Coffee-Mate）是雀巢公司的粉末狀奶精品牌，於1961年開始生產，為世界上第一種奶精品牌，由植物油脂提煉而成。由於該奶精不含乳成份，故此可以在不冷藏的情況下仍可避免變壞，但氫化植物油的產品會有較高的飽和性脂肪及反式脂肪。
自從1961年首度生產後，雀巢公司也引入了其他數種不同類型的「咖啡伴侶」奶精，如1989年的低脂咖啡伴侶及液態咖啡伴侶等。

## 外部連結
- Nestle Coffee-Mate（页面存档备份，存于） （英文）